# Ricardo Franco (színművész)
Ricardo Franco (Aguascalientes, 1980. szeptember 4. –) mexikói színész.

## Élete és pályafutása
Ricardo Franco 1980. szeptember 4-én született Aguascalientesben. Karrierjét 2008-ban kezdte a La Rosa de Guadalupe című sorozatban. 2009-ben Miguel Molinát alakította a Mi pecado című sorozatban. 2011-ben José Carlos szerepét játszotta a Ni contigo ni sin ti című telenovellában. 2012-ben Rodolfót alakította A szív parancsában.  2013-ban Eduardo szerepét játszotta a Maricruz című sorozatban.

## Filmográfia

### Telenovellák
- Válaszutak (Amor dividido) (2022) ....Ricardo Salcedo
- Veronica aranya (Lo imperdonable) (2015) .... Julio Luna
- Que te perdone Dios (2015) .... Gerardo López-Guerra
- A Macska (La gata) (2014) .... Dr. Edgar Suárez
- Quiero amarte (2013) .... Salvador Romero
- Maricruz (Corazón Indomable) (2013) .... Eduardo Quiroga
- A szív parancsa (Amor bravío) (2012) .... Rodolfo Lara
- Ni contigo ni sin ti (2011) .... José Carlos Rivas Olmedo
- Llena de amor (2010-2011) .... Alfredo
- Hasta que el dinero nos separe (2009-2010)
- Mi pecado (2009) .... Miguel Molina

### Sorozatok
- Mujeres asesinas (2009)-(2010) .... Teniente Morán
- La Rosa de Guadalupe (2008) .... Különböző epizódok

## Díjak és jelölések
TVyNovelas-díj
| Év   | Kategória              | Jelölt mű | Eredmény |
| ---- | ---------------------- | --------- | -------- |
| 2014 | Legjobb fiatal színész | Maricruz  | Jelölve  |